# Kazarman
Kazarman est un village du centre du Kirghizistan, situé sur la rivière Naryn. C'est le chef-lieu du district de Toguz-Toro, dans la province de Jalal-Abad. En 2009, sa population était de 9 486 habitants.
Jusqu'en 1916 le village s'est appelé Ak-Chiy, puis Koen-Tokoy. Une compagnie de militaires russes qui y stationnait lui donna alors son nom actuel, de « caserne » en russe.   

## Économie
On trouve à Kazarman quatre collèges, une université, une bibliothèque, une école d'art, un cinéma, une maison de la culture, un hôpital, un marché, un sauna, quelques chambres d'hôtes, restaurants et cafés. 
C'est la mine d'or à ciel ouvert de Makmal, quelques kilomètres au sud, qui a fait les belles années de la ville : en raison de son épuisement, elle n'offre aujourd'hui plus d'emploi. 
De 1985, date de sa construction, à 2018 la fonderie Makmalzoloto a produit 20 tonnes d'or. Plus grande usine de ce type du pays, elle appartient à la société d'état Mines d'or Kyrgyzaltyn. Les taxes qu'elle verse au district représentent 95 % des revenus de celui-ci, mais décroissent avec la baisse de rendement de la mine (dont la production a chuté de 3 tonnes par an vers 1985-1995 à 600 kg au mieux après les années 2000). 
En avril 2018, les habitants protestent contre le peu de retour positifs des trente ans d'exploitation, contre la pollution induite, et contre les risques environnementaux d'un projet de nouvelle usine de l'entreprise chinoise Makmal G.L Developing,.

## Accès
En hiver, les pistes qui relient Kazarman à Jalalabad à l'ouest et à Naryn à l'est et les cols qu'elles doivent franchir (plus de 3 000 m) sont bloqués par la neige. En été, le village constitue une étape presque obligatoire pour ceux qui relient Jalalabad à Naryn (dix heures en véhicule à moteur). Un projet de route asphaltée est régulièrement évoqué.
Le petit aérodrome (code : UAFZ) qui jouxte la ville n'est plus desservi régulièrement depuis au moins 2012 (bien que les autorités kirghizes aient annoncé sa re-certification en mars 2018). Un Yakovlev 40 s'y est écrasé en 1983, sans victime humaine.

## Administration
En 2018, le maire (akim) de Kazarman est Tilek Idirisov.

## Tourisme et culture
A proximité, le champ de pétroglyphes de Saimaluu-Tash, dans la chaîne du Ferghana près du col de Kurgat, regroupe plusieurs milliers de gravures rupestres, datées de plus de 3 000 ans et dédiées au culte de l'homme-soleil.

## Galerie

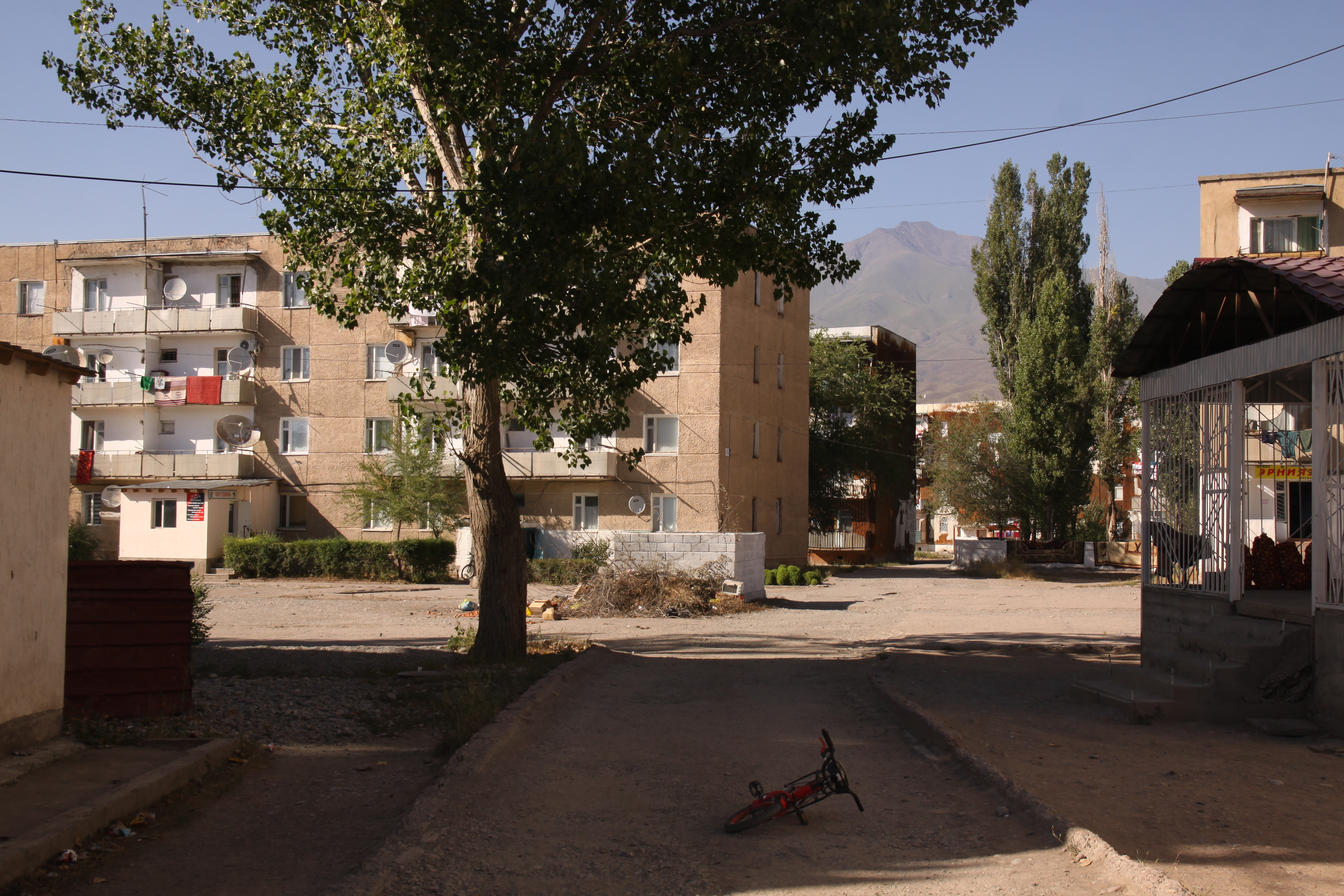
Immeubles de centre ville.
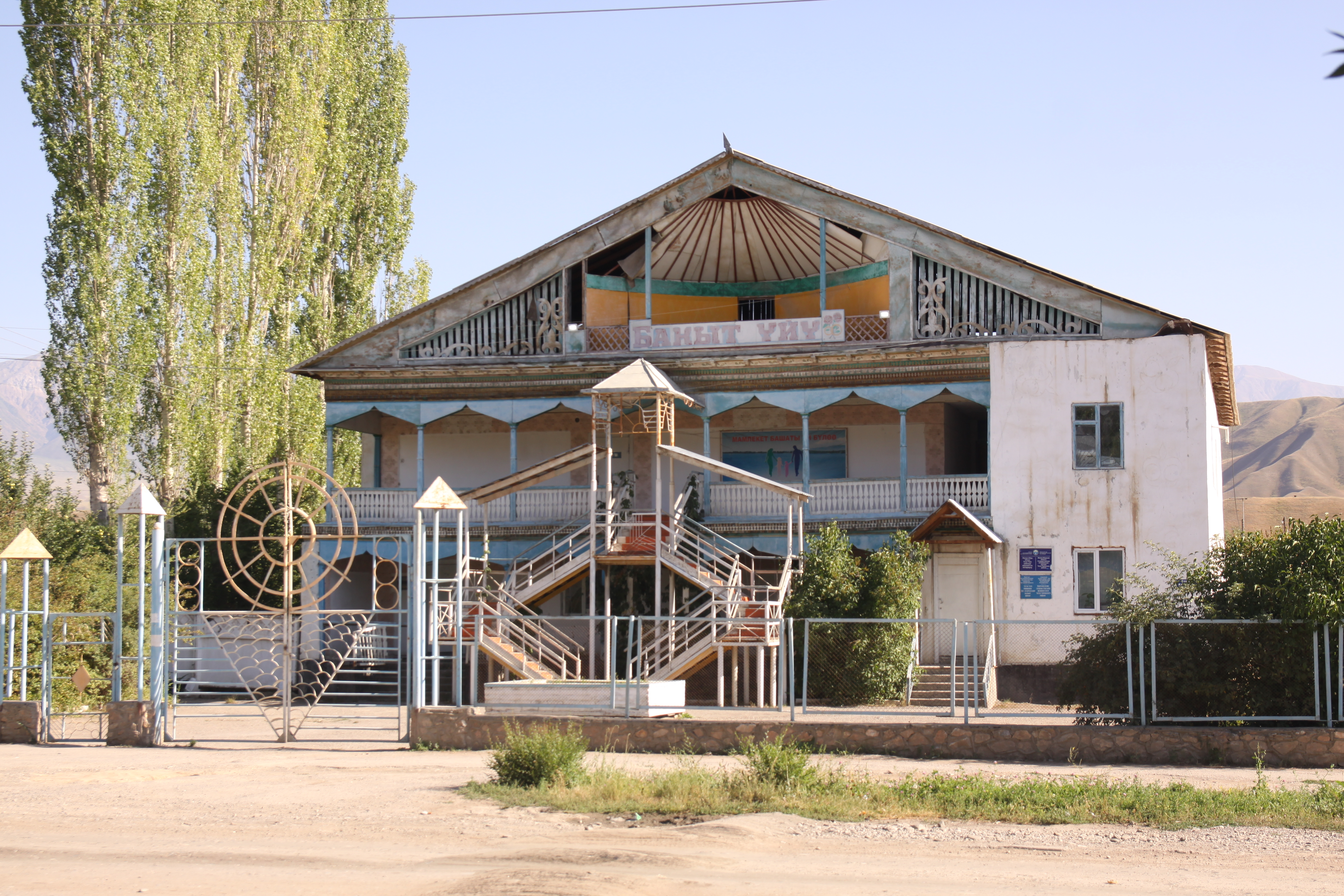
Cinéma.
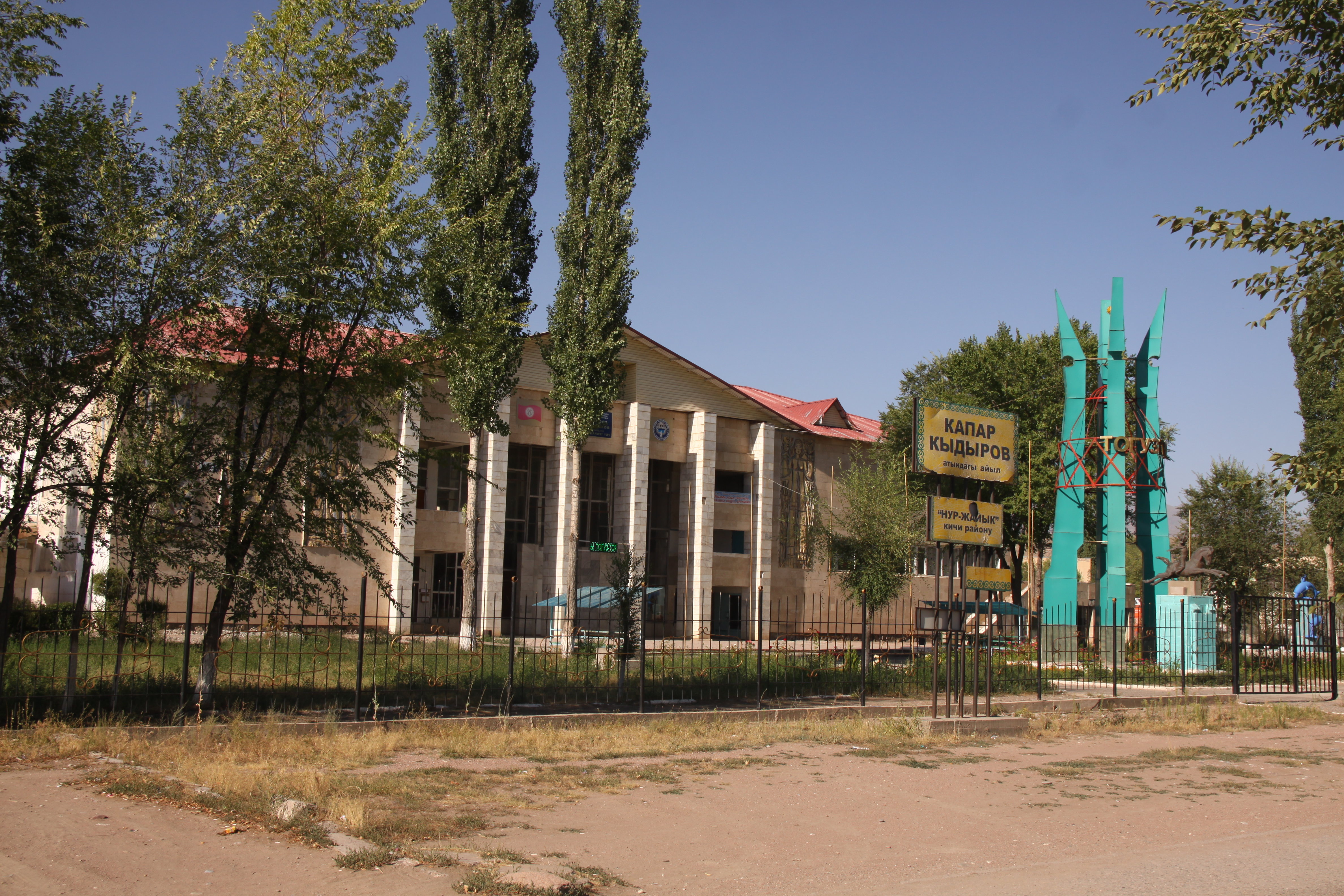
Maison de la culture.
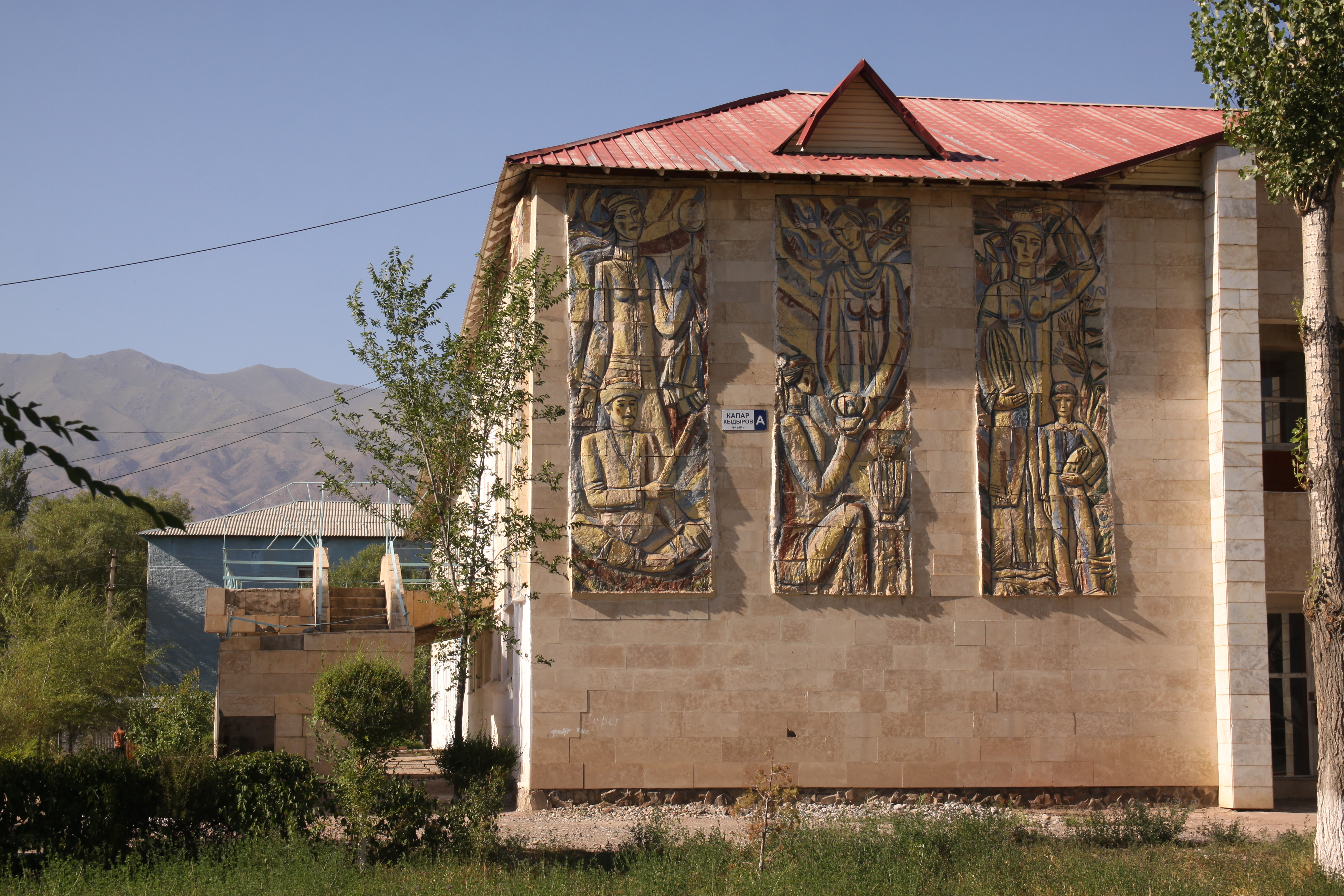
Maison de la culture, détail de la façade.
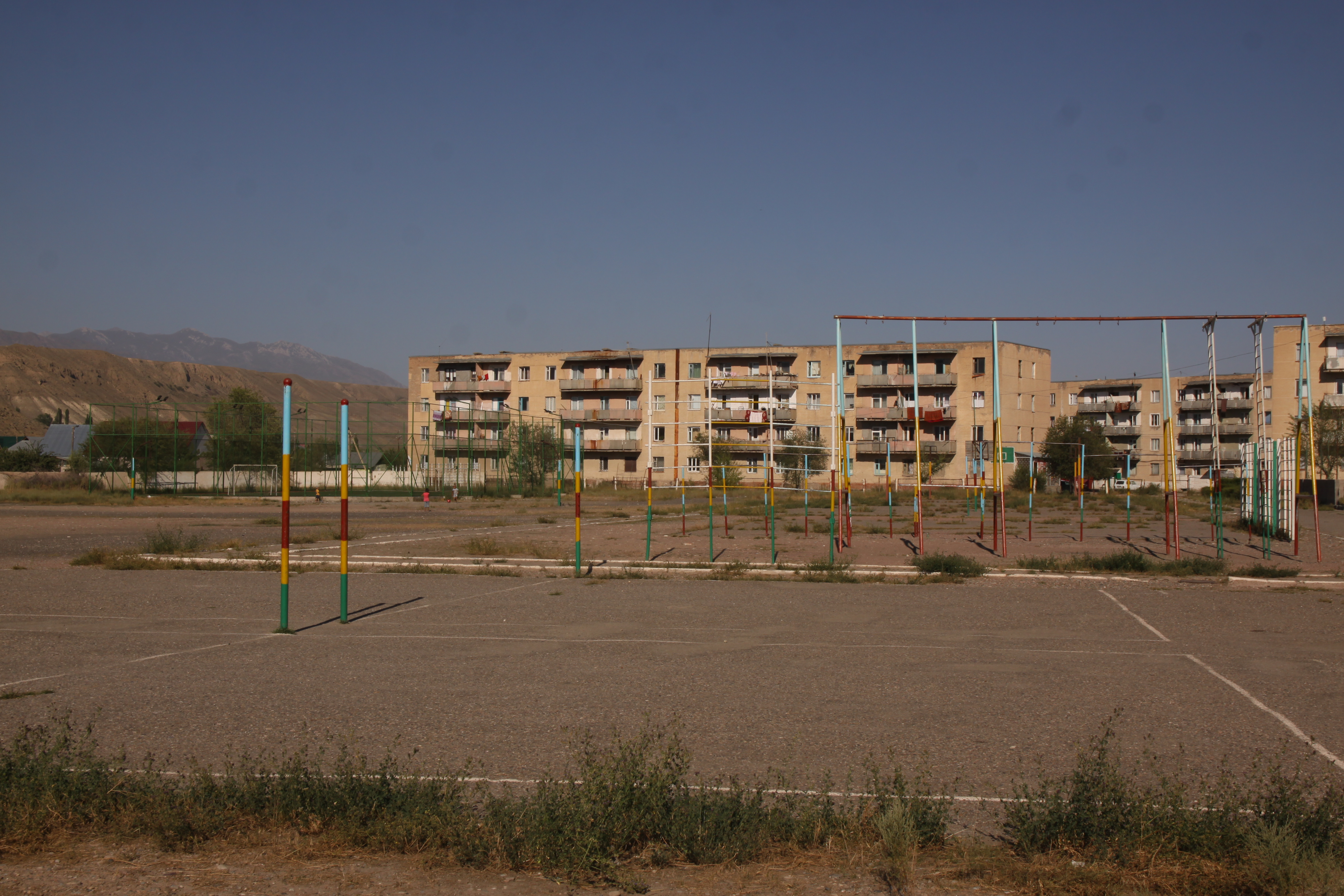
Stade.
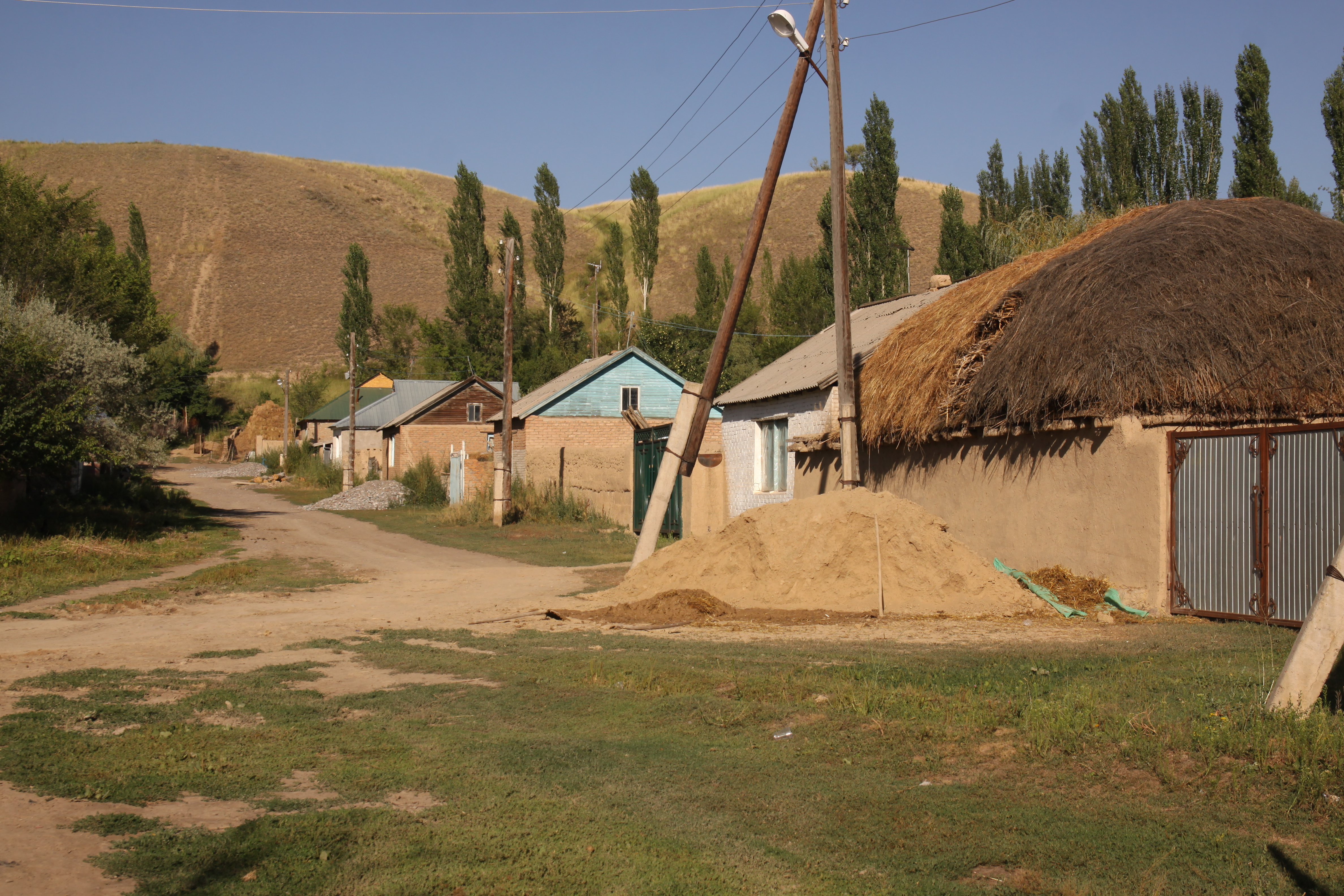
Périphérie.
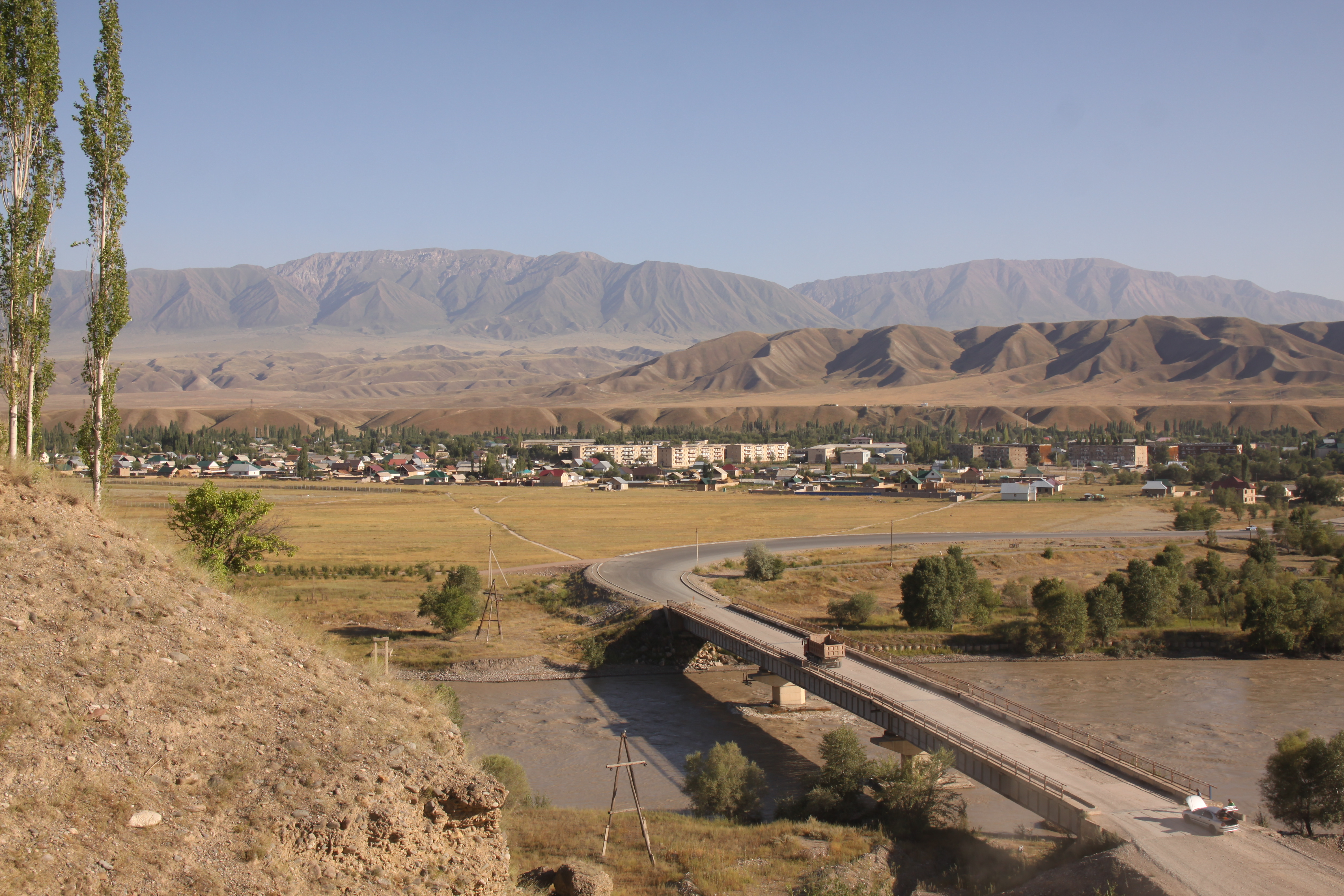
Vue du nord, avec la rivière Naryn.